# Calciumwaterstofsulfiet
Calciumwaterstofsulfiet is een zout van calcium, met als brutoformule Ca(HSO3)2. Het wordt ook wel calciumbisulfiet genoemd. De stof is een zwakke reductor.

## Synthese
Calciumwaterstofsulfiet kan bereid worden uit reactie van calciumcarbonaat en zwaveligzuur:
{\displaystyle {\ce {CaCO3 + 2H2SO3 -> Ca(HSO3)2 + H2O + CO2}}}

## Toepassingen
Calciumwaterstofsulfiet wordt gebruikt als conserveermiddel en draagt het E-nummer 227.